# Karl Bär (Agrarwissenschaftler)
Karl Bär (* 6. August 1901 in Weimar; † 1. Januar 1946 in sowjetischer Kriegsgefangenschaft) war ein deutscher Grünlandwissenschaftler.

## Leben
Karl Bär, Sohn eines Oberschulrates, studierte seit 1922 Landwirtschaft in Berlin und Göttingen und promovierte 1928 bei Otto Tornau mit einer Arbeit über Wiesengräser. Anschließend arbeitete er mehrere Jahre in Saatzuchtbetrieben und in Instituten für Grünlandwirtschaft. 1934 erhielt er eine Anstellung als wissenschaftlicher Assistent am Institut für Pflanzenbau der Universität Göttingen. 1938 habilitierte er in Göttingen mit einer Studie über das Wachstum von Futterpflanzen und erhielt die Venia legendi für „Acker- und Pflanzenbau und Ödlandkultur“. 
1939 wurde er zum Professor und Direktor des Instituts für Grünlandwirtschaft an den Preußischen Landwirtschaftlichen Versuchs- und Forschungsanstalten Landsberg/Warthe ernannt. Seine Forschungsschwerpunkte waren der Futterbau, die Verbesserung der Grünlandflächen und die Ödlandkultur. Die landwirtschaftliche Praxis verdankt ihm viele Anregungen. Von 1937 bis 1939 hat Bär die Zeitschrift „Futterbau und Gärfutterbereitung“ herausgegeben. 